# Balthasar Fischer
Balthasar Fischer (* 3. September 1912 in Bitburg; † 27. Juni 2001 in Trier) war ein deutscher katholischer Theologe, Liturgiewissenschaftler sowie Hochschullehrer.

## Leben
Balthasar Fischer, Sohn des aus Wittlich stammenden Volksschullehrers Balthasar Fischer senior und der Susanne geborene Thomas, Abiturient am Friedrich-Wilhelm-Gymnasium in Trier, widmete sich in der Folge einem Studium der Theologie in Trier, wechselte aber bald darauf nach Innsbruck. Nachdem Balthasar Fischer im Sommer 1936 in Trier durch Franz Rudolf Bornewasser die Priesterweihe empfangen hatte, kehrte er nach Innsbruck zurück, wo er bei Josef Andreas Jungmann, dessen Einsatz für eine Liturgiereform ihn beeindruckte, promovierte. 1937 erhielt Fischer eine Kaplanstelle im saarländischen Neunkirchen, 1939 wechselte Fischer zwecks Weiterstudium an die von Abt Ildefons Herwegen – er stand der liturgischen Bewegung nahe – 1931 gegründete Benediktinerakademie nach Maria Laach, das er 1940 abschloss. Neben seelsorgerischen Tätigkeiten betrieb Fischer in der Folgezeit ein Habilitationsstudium für Alte Kirchengeschichte in Bonn, das er 1946 vollendete.
Vor allem auf Drängen des Trierer Generalvikars Heinrich von Meurer wurde ihm 1947 an der Theologischen Fakultät Trier nicht die Professur für sein Habilitationsfach, sondern für Liturgiewissenschaft übertragen. Balthasar Fischer, der dort von 1964 bis 1966 das Rektoratsamt ausübte, wurde 1980 emeritiert. Zusätzlich bekleidete er Gastprofessuren 1950 und 1985 an der University of Notre Dame, von 1957 bis 1971 am Centre international Lumen Vitae in Brüssel sowie 1977 an der St. John’s University in New York City. Darüber hinaus gehörte Balthasar Fischer von 1961 bis 1974 verschiedenen Gremien und Arbeitsgruppen zur Vorbereitung des Zweiten Vatikanischen Konzils und zur Durchführung und Umsetzung der Konzilsbeschlüsse an und fungierte lange Jahre als Berater der Liturgiekommission der Deutschen Bischofskonferenz. Balthasar Fischer wurde für seine Verdienste um die Liturgiereform mehrfach ausgezeichnet, darunter 1977 mit einem Ehrendoktorat der Universität Mainz sowie 1992 mit dem Bundesverdienstkreuz am Bande.

## Schriften
- Der niedere Klerus bei Gregor dem Großen. Ein Beitrag zur Geschichte der Ordines Minores. Dissertation. In: Zeitschrift für katholische Theologie, Band 62, 1938, S. 37–75.
- Die Messe in der Glaubensverkündigung: Kerygmatische Fragen. Herder, Freiburg im Breisgau 1950.
- Der selige Märtyrer Franz Joseph Pey: Theologiestudent in Trier 1779–1784. Paulinus-Verlag, Trier 1955.
- Volk Gottes um den Altar: Die Stimme der Gläubigen bei der eucharistischen Feier. Paulinus-Verlag, Trier 1960.
- Was nicht im Katechismus stand: Christenlehren über die Liturgie der Kirche. St. Benno-Verlag, Leipzig 1962.
- Die erste Frucht des Konzils: Eine Orientierung über die Liturgie-Konstitution des II. Vaticanums. Herder, Freiburg im Breisgau, Basel, Wien 1964.
- Von der Schale zum Kern: Kurzansprachen zu Zeichen und Worten der Liturgie. Herder, Freiburg im Breisgau, Wien 1979. 3. Auflage 1981, ISBN 3-451-18876-7.
- Der lateinische Hausspruch an der Giebelfront der Hardehausener Zehntscheune in Scherfede. Schöningh, Paderborn, München, Wien, Zürich 1981.
- Dich will ich suchen von Tag zu Tag: Meditationen zu den Morgen- und Abendpsalmen des Stundenbuches. 2. Auflage, Herder, Freiburg im Breisgau, Basel, Wien 1987.
- Friedrich Spee als Erzieher zur Schöpfungsfrömmigkeit. Bonifatius, Paderborn 1991.
- Frömmigkeit der Kirche: gesammelte Studien zur christlichen Spiritualität. Alfter, Borengässer, Bonn 2000.